# Ancient Bards
Ancient Bards är ett italienskt symfoniskt power metal-band från Rimini i Emilia Romagna. Bandet bildades 2006 och har släppt fem studioalbum.

## Historik
Ancient Bards bildades när keyboardisten Daniele Mazza träffade basisten Martino Garattoni under 2006. Året därpå hade de båda rekryterat gitarristerna Claudio Pietronik och Fabio Balducci, trummisen Alessandro Carichini, samt sångerskan Sara Squadrani. Carichini lämnade bandet 2011 och ersattes av Federico Gatti. Balducci hoppade av 2014, men det skulle komma att dröja till 2018 innan han officiellt ersattes av Simone Bertozzi (som dock redan hade spelat live med bandet i ett par år). Sedan dess har banduppställningen varit stabil.

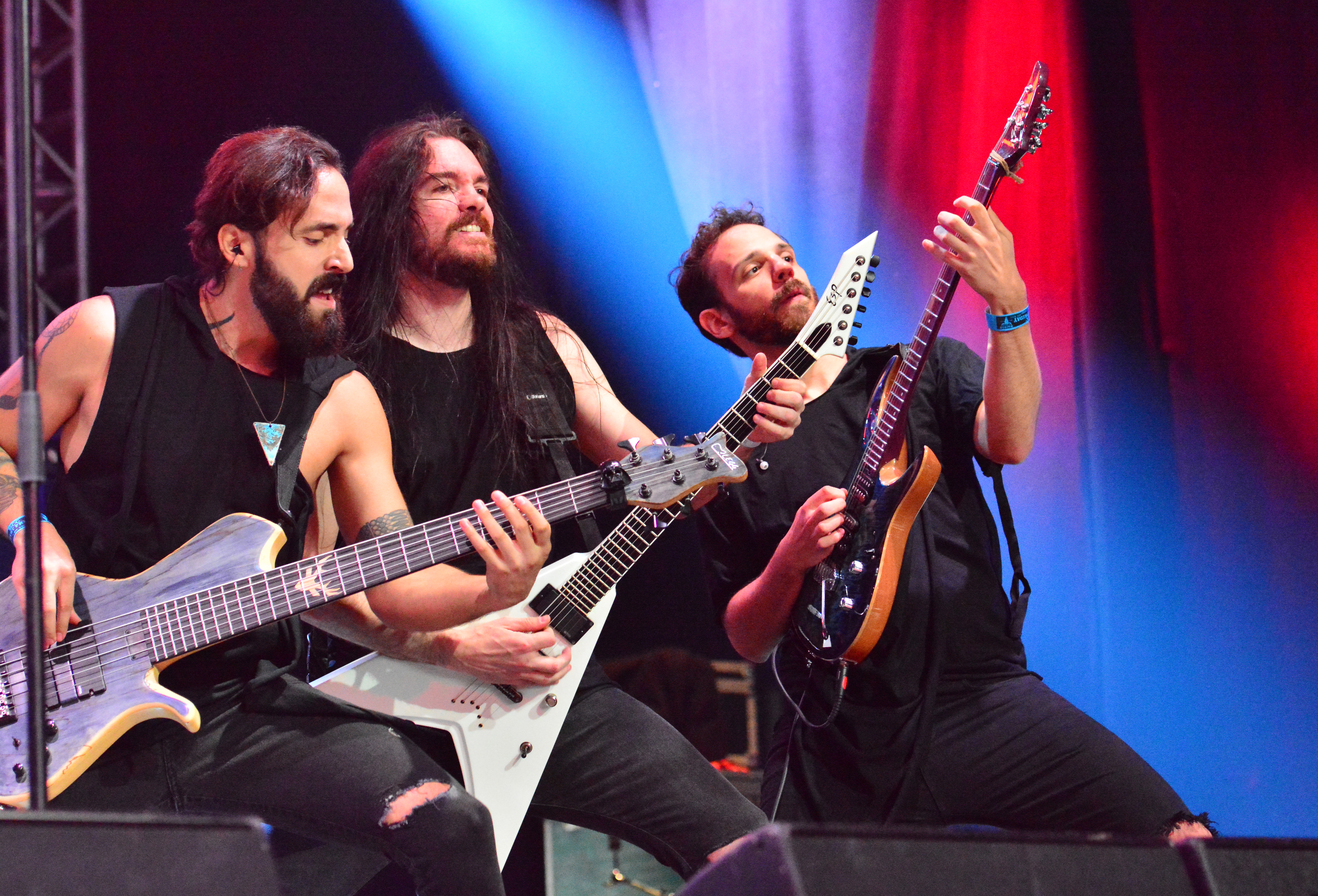
Live på Wacken Open Air 2015

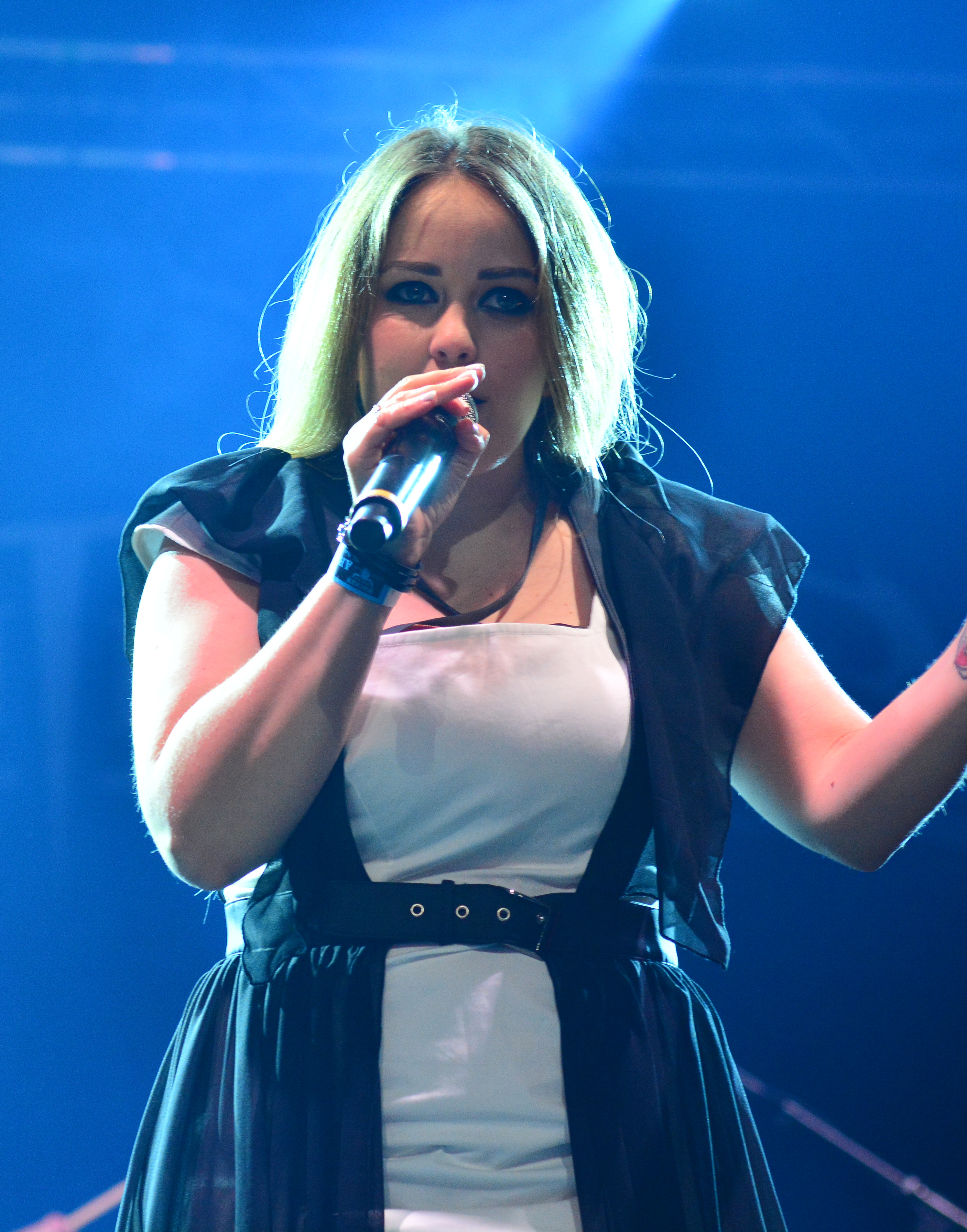
Sara Squadrani på Wacken Open Air 2015

Bandet skivdebuterade i februari 2010 med The Alliance of the Kings - The Black Crystal Sword Saga Pt.1, utgiven på det tyska skivbolaget Limb Music. Albumet inleder berättelsen om The Black Crystal Sword Saga, skriven av Mazza. Den fick en fortsättning 2019 i och med släppet av Origine - The Black Crystal Sword Saga Part 2. Gruppens senaste studioalbum, Artifex, gavs ut i april 2025.
Ancient Bards har, utöver egna turnéer, spelat på rockfestivaler såsom tjeckiska Made of Metal och tyska Wacken Open Air.

## Sidoprojekt och gästframträdanden
Flera av bandmedlemmarna har gästat på andra heavy- och power metal-bands alster. Claudio Pietronik har bidragit med gitarrspel till landsmännen i det progressiva metal-bandet DGM och Simone Bertozzi och Sara Squadrani har båda gästsjungit på album av Trick or Treat. Squadrani har dessutom lånat sin röst till Skeletoon och det nederländska progressiva metal-bandet Ayreon.

## Medlemmar
Nuvarande medlemmar
- Martino Garattoni – basgitarr (2006– )
- Daniele Mazza – keyboard (2006– )
- Claudio Pietronik – gitarr (2007– )
- Sara Squadrani – sång (2007– )
- Federico Gatti – trummor (2011– )
- Simone Bertozzi – gitarr (2018– )

Tidigare medlemmar
- Alessandro Carichini – trummor (2007–2011)
- Fabio Balducci – gitarr (2007–2014)

## Diskografi
Studioalbum
- The Alliance of the Kings - The Black Crystal Sword Saga Pt.1 (2010)
- Soulless Child (2011)
- A New Dawn Ending (2014)
- Origine - The Black Crystal Sword Saga Part 2 (2019)
- Artifex (2025)